# Grzegorz Kokociński
Grzegorz Kokociński (ur. 18 września 1981 w Głogowie) – polski siatkarz, grający na pozycji środkowego.
Karierę zawodniczą rozpoczynał w Chrobrym Głogów. W 1998 roku przeszedł do AZS-u Częstochowa. W tym samym roku z częstochowianami zdobył Puchar Polski, a w 1999 roku mistrzostwo kraju. Na sezon 2005/2006 wyjechał do Radomia, by bronić barw miejscowego Jadaru. W 2006 roku z radomskim zespołem wywalczył awans do Polskiej Ligi Siatkówki. W najbliższych rozgrywkach ekstraklasy, 2006/2007, wywalczył z klubem 7. miejsce. W sezonie 2008/2009 zawodnik Delecty Bydgoszcz. W sezonie 2010/2011 grał we francuskim klubie Harnes Volley-Ball. W czerwcu 2013 r. podpisał kontrakt z grającym w PLS BBTS Bielsko-Biała.

## Sukcesy
- Zdobywca Pucharu Polski z AZS Częstochowa